# Huravalhi
Hurawali är en ö i Maldiverna.  Den ligger i den norra delen av landet, 150 km norr om huvudstaden Malé. På ön finns en turistanläggning, men ingen fastboende befolkning, varför ön officiellt räknas som obebodd. 
Klimatet i området är tempererat. Årsmedeltemperaturen i trakten är 23 °C. Den varmaste månaden är april, då medeltemperaturen är 28 °C, och den kallaste är september, med 0 °C. Genomsnittlig årsnederbörd är 2 146 millimeter. Den regnigaste månaden är november, med i genomsnitt 363 mm nederbörd, och den torraste är februari, med 52 mm nederbörd.